# Sant Josep (l'Hospitalet de Llobregat)
|  | Per a altres significats, vegeu «Estació de Sant Josep». |

## Descripció
Sant Josep és un barri de L'Hospitalet de Llobregat, a l'Àrea Metropolitana de Barcelona. Territorialment forma part del Districte I, juntament amb el Centre i Sanfeliu. Correspon al nucli primitiu de la vila i està situat al centre del terme municipal, ja que limita amb els barris del Centre, Can Serra, la Florida, la Torrassa i Santa Eulàlia.
Sant Josep queda emmarcat pel requadre que formen l'avinguda de la Fabregada i la d'Isabel la Catòlica per la part de ponent, el Torrent Gornal per llevant, al nord la frontera formada per les vies de la RENFE i al sud l'avinguda del Carrilet. Dins d'aquest espai es poden trobar les empremtes que al llarg del temps han deixat tots els sectors industrials que han tingut una activitat important a l'Hospitalet de Llobregat: des dels molins fariners i les destil·leries, fins als diversos aprofitaments energètics dels salts d'aigua del Canal de la Infanta o les indústries ceràmiques, tèxtils, metal·lúrgiques i químiques. De fet, Sant Josep es va configurar com un raval industrial, però la posterior desaparició de moltes fàbriques, així com la densificació de la població, li han donat un caràcter residencial.

## Història
La major part del barri va ser construïda entre els anys 50 i 60 a causa de la immigració massiva que va rebre Barcelona en aquella època. És per això que Sant Josep, com la majoria dels barris de l'Hospitalet, és un barri d'al·luvió, on hi ha gent de totes les parts d'Espanya (sobretot d'Andalusia) i on "tothom es coneix".
Actualment, el barri viu una revitalització urbanística amb la construcció de noves zones d'habitatges. El Centre Cultural Tecla Sala, que acull la Biblioteca Central de l'Hospitalet, potencia també aquest espai ciutadà. Edificis com el comentat Tecla Sala, Can Vilumara (que actualment és un institut d'educació secundària), la fàbrica tèxtil Albert Germans, actualment tancada, o Cosme Toda, són una bona mostra del patrimoni històric hospitalet i recorden el ric passat industrial del barri. El Parc de la Serp, que és una zona lúdica per als nens dels encontorns, és un referent, sobretot com a escenari de la festa major del barri, que té lloc a començaments del mes de maig. Però el que va donar un impuls importantíssim a Sant Josep, tant a nivell urbanístic, com comercial i econòmic, va ser la construcció, l'any 1996, del centre comercial la Farga, on abans hi havia hagut una foneria amb el mateix nom. En aquest edifici, a més del centre comercial, hi ha una zona, que pertany a l'Ajuntament, en la qual es fan moltes activitats al llarg de l'any, algunes importantíssimes per al barri per l'enorme quantitat de gent que hi atrauen, com poden ser : el Saló del Manga, la Fira de l'automòbil, etc.

## Transport públic
- Estació de Sant Josep dels Ferrocarrils de la Generalitat de Catalunya (FGC).
- Xarxa d'autobusos urbans i interurbans.